# Lagoseris
Lagoseris là một chi thực vật có hoa trong họ Cúc (Asteraceae).

## Loài
Chi Lagoseris gồm các loài: